# Картузийски окръг
Картузийски окръг (на полски: Powiat kartuski; на кашубски: Kartësczi kréz) е окръг в централната част на Поморското войводство, Полша. Окръгът е обособен на 1 януари 1999 година, като част от реформата в административното деление на Полша приета през 1998 година. Заема площ от 1120,54 км2.
Административен център е град Картузи.

## География
Целият окръг се намира в историческата област Кашубия, която е част от историческия регион Померелия (Гданска Померания). На изток граничи с град Гданск, на североизток с град Гдиня, на югоизток с Гдански окръг, на юг с Кошчежински окръг, на запад с Битовски окръг, на северозапад с Лемборски окръг и на север с Вейхеровски окръг.

## Население
Населението на окръга възлиза на 121 358 души (2012 г.). Гъстотата е 108 души/км2. Урбанизацията е 20,28%.

## Административно деление
Окръгът се дели на 8 общини (гмини).
| Община     | Тип                   | Площ (км2) | Население (2010) | Център     |
| Жуково     | Градско-селска община | 164,04     | 28 713           | Жуково     |
| Картузи    | Градско-селска община | 206,45     | 31 955           | Картузи    |
| Пшодково   | Селска община         | 85,18      | 7406             | Пшодково   |
| Сомонино   | Селска община         | 112,11     | 9572             | Сомонино   |
| Стенжица   | Селска община         | 160,47     | 9200             | Стенжица   |
| Суленчино  | Селска община         | 131,46     | 5021             | Суленчино  |
| Хмелно     | Селска община         | 78 61      | 6793             | Хмелно     |
| Шераковице | Селска община         | 182,22     | 17 340           | Шераковице |

## Галерия
- Жуково
- Картузи